# Aristolochia bambusifolia
Aristolochia bambusifolia C.F.Liang ex H.Q.Wen – gatunek rośliny z rodziny kokornakowatych (Aristolochiaceae Juss.). Występuje naturalnie w południowych Chinach w regionie autonomicznym Kuangsi-Czuang.

## Morfologia
PokrójZdrewniałe pnąca z gęsto owłosionymi brązowymi pędami.
LiścieMają liniowo lancetowaty kształt. Mają 9,5–23 cm długości oraz 1–3 cm szerokości. Nasada liścia ma zaokrąglony kształt. Ze spiczastym wierzchołkiem. Są skórzaste i owłosione od spodu. Ogonek liściowy ma brązową barwę, jest owłosiony i ma długość 0,5–1 cm.
KwiatyPojedyncze, zygomorficzne, zwisające. Kwiaty są nagie. Z zewnątrz mają zielonożółtawą barwę z purpurowymi plamkami, natomiast wewnątrz mają biały kolor. Dorastają do 3 cm długości.

## Biologia i ekologia
Rośnie w lasach. Kwitnie od lutego do kwietnia.